# Figurer fra Spyro
Spyro er en serie action-platformspil. Serien blev tidligere udviklet af Insomniac Games, men har siden dens tredje titel, Spyro 3: Year of the Dragon, været udgivet af andre spiludviklere.
Spyro the Dragon er helten i videospil-serien af samme navn. Serien blev originalt udgivet til Sony PlayStation. Det første spil blev en stor succes og mange efterfølgere og spinoff spil, samt én enkelt film, blev senere udgivet.
I Spyro-serierne er der en lang række figurer – gode såvel som onde. Alle figurer er listet nedenfor.

## Helte

### Spyro the Dragon
Dragen Spyro er helten og hovedpersonen i spillene, og en legende i dragernes land. Spyros bedste ven er Guldsmeden Sparx som følger ham igennem hele serien. Sparx er spillerens livsmåler og beskytter Spyro; når Sparx er væk kan Spyro dø. En anden af Spyros bedste venner er dragen Cynder, som første gang ses i The Legend of Spyro-serien.
Spyro er en lille Lilla drage med pigge på ryggen fra hovedet til halen der er gule, han har røde og orange vinger, orange halespids, orange horn, hvide negle. I det andet spil bærer han en Guidebook, og han har ingen øjenfarve i Spyro the Dragon-serien og i The Legend of Spyro-serien har han lilla øjenfarve. Spyro er i Dawn of the Dragon, forbundet med Cynder.

### Sparx the Dragonfly
Guldsmeden Sparx er Spyros bedste og nærmeste ven. Sparx' livret er sommerfugle. Sparx optræder første gang i Spyro the Dragon og har fuldt Spyro på sine eventyr siden. En af Sparx' andre venner er dragen Cynder, som han er mindre glad for på grund af hendes tidligere liv.
Sparx fungerer som spillerens livsmåler. Når Spyro bliver ramt af et fjendtligt angreb ændrer Sparx farve alt efter hvor meget energi der er tilbage. Hans farver er: Gul, Blå, Grøn og i nogle spil Rød; når Sparx er væk kan Spyro dø.
Sparx flyver i "Lig på Maven"-stilling i Spyro the Dragon-serien hvor han derimod i The Legend of Spyro-serien flyver i "Stå Oprejst"-stilling. Han har ingen arme i Spyro the Dragon-serien, hvor han derimod i The Legend of Spyro-serien har arme. Sparx er lang og tynd, han har to silkebløde vinger på højre og venstre side af kroppen. Han har altid et glad smil på hans lykkelige ansigt og han har ingen øjenfarve, men han har to gule følehorn.
I spillene Year of the Dragon, Season of Ice og A Hero's Tail er det mugligt at spille som Sparx i stil med spillet Gauntlet.

### Agent 9 the Hyper-Active Monkey
Den Hyper-Aktive Abe Agent 9 er en nær ven med Spyro. Agent 9's beskæftigelse er at skyde Rhynocs. Agent 9 optræder første gang i Spyro: Year of the Dragon. Agent 9 er en brun abe med en blå Laser Blaster, militærgrønne sko, lysegrønne bukser, lysegrøn trøje (Grøn metalagtig vest), røde handsker, lang hale, småt rundt hoved med sandfarvet mule, små ører, lilla hjelm med rød top, og han har ingen øjenfarve.
I spillene Year of the Dragon, Season of Flame og Fusion er det muligt at spille som Agent 9 i flere forskellige baner.

### Bentley the Yeti-like Troll
Den Yeti-agtige Trold Bentley er en nær ven med Spyro. Bentleys speciale er at slå efter Rhynocs. Bentley optræder første gang i Spyro: Year of the Dragon.
I Year of the Dragon, Attack of the Rhynocs og Fusion er Bentley en lille hvid yetiagtig trold, med mørke fødder og hænder, han har et lille hoved, blå næse, små hvide horn, han har en blå is-kølle, ingen ører, han har mørke ringe om øjnene og han har ingen øjenfarve.
I A Hero's Tail er han en stor hvid yeti-agtig trold med mørke fødder og hænder, han har ingen blå iskølle, han har et stort hoved, blå næse, mørke ringe rundt om øjnene, brune horn, små ører og ingen øjenfarve.
Bentley har en lillebror der hedder Bartholomew.
I spillet Year of the Dragon er det muligt at spille som Bentley i flere forskellige baner.

### Bianca the Rabbit-Girl
Kanin-Pigen Bianca er en nær fjende til Spyro. Bianca elsker magibøger og i en høj grad magi, hun kan selv udøve lidt. 
Hun arbejder for troldkvinden og heksen The Sorceress, som har overtaget verdenen Forgotten Realms, der ligger på den anden side af det sted hvor Dragon World ligger. The Sorceress sendte i starten Bianca og hendes små næsehorn til Dragon World for at stjæle alle drageæggene. Da Bianca vender tilbage til The Sorceress med de gode nyheder om, at missionen var en succes, men at hun kom til at vække dragerne, fortæller hun Bianca, at hun skal stoppe enhver der prøver at komme til paladset og i det hele taget Forgotten Realms. Derefter giver hun Bianca en Magi-bog der giver hende kraften der gør hende i stand til at forvandle harmløse skabninger til monstre. Da The Sorceress senere i spillet vil skabe et såkaldt Monster To End All Monsters, nægter Bianca dog at følge hendes ordre og siger op, da hun får at vide at Sorceress vil give hende vinger. I stedet henvender hun sig til Spyro og Hunter, og hjælper dem med at besejre The Sorceress.
Bianca bliver efterfølgende, efter The Sorceress' død, Hunters kæreste, og er langt fra på de ondes side.
Bianca er nu en af Spyros nære venner.
Hun optræder første gang i Spyro: Year of the Dragon og sidste gang i Spyro: Shadow Legacy.
Når Bianca er ond har hun brune sko på, lilla kappe med hætten over hovedet og når hun er god har hun gule støvler, gul kjole med et brunt bælte, hun har kappen hængene ned ad ryggen, hun har ørerne hængene ned ad nakken, Bianca har hele tiden en lyserød næse, gult hår der ligger fladt på hovedet, lyseblå øjenfarve og hun bruger nogle gange tryllestav. Bianca skifter nogle gange kappen fra lilla til rød. Bianca fik lov til at eje The Sorceress' nyeste eksemplar af hendes magi-bøger.

### Blink the Young Mole
Den unge muldvarp Blink er en nær ven til Spyro. Blinks onkel er The Professor altså at Blink er nevø til Professor. Blink kan lide at grave ned til underjordiske gange og han elsker endnu mere at samle på ting han finder dernede.
Blink optræder første gang i Spyro: Fusion og senere i Spyro: A Hero's Tail og sidste gang i Spyro: Shadow Legacy. Blink er en halv-høj brun muldvarp med gule støvler, sort vest, mørkeblå handsker, brun næse, små ører, gule beskyttelsesbriller med røde glas, en mørkeblå baseballkasket, han har ingen øjenfarve og bære kun nogle gange en grøn rygsæk.
I spillet A Hero's Tail kan man spille som Blink.
I spillet Fusion er han kendt under navnet Blinky.

### Elora the Good Faun
Den Gode Faunus Elora er en nær ven til Spyro. Elora er en guide og guider Spyro gennem de såkaldte Avalar. Elora optræder første gang i Spyro 2: Gateway to Glimmer. Elora er en høj pink faun med rødbrune hesteben med noget hvidt på maven, hun har en rævehale som er samme farve som hendes ben, sorte hestesko, grøn BH/top, rødbrunt hår, alfeører, pink næse (ligesom overkroppen), blå øjenfarve og lilla øjenskygge. Hun bær' i starten af Spyro: 2 en guidebook som Spyro får.

### Ember the Girl-Dragon
Pige-Dragen Ember er en nær ven til Spyro, derimod kan hun også lide Spyro ret meget. Ember optræder første gang i Spyro: A Hero's Tail ude i skoven, og sidste gang i Spyro: Shadow Legacy. Ember er en lille lyserød hun-drage på størrelse med Spyro, hendes halespids er lyserød, hendes pigge på ryggen går fra hovedet til halen og er lyserøde, hendes mave er hvid, hun har et gult smykke med en rød krystal, hun har hvid-lyserøde vinger, hendes horn er hvid-gule og hun har blå øjenfarve.

### Flame the Boy-Dragon
Drenge-Dragen Flame er en nær ven til Spyro. Flame optræder første gang i Spyro: A Hero's Tail, og sidste gang i Spyro: Shadow Legacy. Flame er en lille rød drage på størrelse med Spyro, hans halespids er gul, han har pigge på ryggen fra hovedet til halen som er gule, hans mave er hvid, hans vinger er hvid-orange, hans horn er hvid-gule og hans øjenfarve er rød.

### Hunter the Cheetah
Geparden Hunter er en nær ven til Spyro. Hunter har ikke så megen tro til The Professor, Elora, Zoe og Moneybags. Hunter er en halv-guide som guider Spyro gennem Avalar. Hunter optræder første gang i Spyro 2: Gateway to Glimmer, og sidste gang i The Legend of Spyro: Dawn of the Dragon.
I Gateway to Glimmer og Year of the Dragon er Hunter en orange gepard med mørkeorange pletter på kroppen, lang hale, gul mave, han har et rødt mærke på armen, orange skæg, brun næse, små røde ører og lyseblå øjenfarve, Hunter bærer nogle gange bue og pil. I Enter the Dragonfly er Hunter en orange gepard med mørkeorange pletter på kroppen, lang hale, gul mave, han har en brun ring om armen, orange skæg, små ører, mørkeblå øjenfarve. I Season of Ice og Season of Flame er Hunter en orange gepard med små ører, han har ikke nogen ring eller noget mærke om armen, han har en lang hale, gul mave, mørkeorange pletter på kroppen, brun næse og blå øjenfarve. I Spyro: Attack of the Rhynocs er Hunter en orange gepard med mørkeorange pletter på kroppen, lilla badebukser, han har en lilla ring om armen, små ører, lilla dykkerbriller og sort næse.
I Spyro: Fusion, A Hero's Tail og Shadow Legacy er Hunter en orange gepard med sorte pletter på kroppen, hvide fødder og hænder, hvid mave, han har et sort mærke på armen, lang orange hale der er hvid for enden, hvidt skæg, hvid undermund, orange næse, små ører og blå øjenfarve og han har i A Hero's Tail en grøn taske med bue og pile.

### Moneybags the "I-Love-Money" Bear
"Jeg-Elsker-Penge" Bjørnen Moneybags (dansk: pengetaske) er en nær ven til Spyro. Hans yndlingsting er at kræve penge (Diamanter) fra Spyro så han kan gøre forskellige ting. Han optræder første gang i Spyro 2: Gateway to Glimmer og sidste gang i Spyro: Shadow Legacy. I Gateway to Glimmer, Spyro: Year of the Dragon, Spyro: Season of Ice, Spyro 2: Season of Flame og Spyro: Attack of the Rhynocs har han et sort jakkesæt på, sorte sko, monokel, hvid pengepose med billede af en Gem, sort næse, og grønne øjne. I Spyro: Enter the Dragonfly har han en blå sweater på, monokel, pengepose, sorte sko, og ingen øjenfarve. I Spyro: Fusion, Spyro: A Hero's Tail og Shadow Legacy har han Munk-stil med røde sko, lilla bukser, grøn bluse inden under, lilla og rød vest med hvide ærmer, monokel, rød Munk-hat og ingen øjenfarve, i Fusion har han ingen hat. I Spyro: Ripto Quest har han sorte sko, pink jakkesæt, sort næse, monokel og ingen øjenfarve.

### Sgt. James Byrd the Flying Penguin
Den Flyvende Pingvin Sgt. James Byrd, Sergeant Byrd eller bare Sgt. Byrd er en nær ven til Spyro. Sgt. James Byrd elsker at skyde efter folk og flyve. Sgt. Byrd er ikke en almindelig pingvin, han er en flyvende pingvin. Byrd optræder første gang i Spyro: Year of the Dragon og sidste gang i Spyro: A Hero's Tail. I Year of the Dragon er han en blå pingvin med gule fødder, grønt bælte, små luffer, hvid mave, gult næb, metalfarvet Jet-pack med missilaffyring, grøn militærhat, store øjne og grå øjenfarve. I Spyro: Attack of the Rhynocs er han en blå pingvin med gule fødder, brunt bælte, hvid mave, små luffer, lyserød Jet-pack med missilaffyring, gult næb, brun militærhat, store øjne og ingen øjenfarve. I Spyro: Fusion er han en blå pingvin med gule fødder, hvid mave, brunt bælte, små luffer, metalfarvet Jet-pack med missilaffyring, grå militærhat, store øjne og blå øjenfarve. I A Hero's Tail er han en blå pingvin med gule fødder, hvid mave der bliver gul i toppen, brunt bælte, lange luffer, metal-farvet Jet-pack med mørkegrå missiler, gult næb, grå militærhat, store øjne og blå øjenfarve.

### Sheila the Kangaroo
Ninja Kænguruen Sheila er en nær ven til Spyro. Sheila elsker at kicke folk med sine fødder. Sheila optræder første gang i Spyro: Year of the Dragon og sidste gang i Spyro: Attack of the Rhynocs. I Year of the Dragon, Spyro 2: Season of Flame og Attack of the Rhynocs er hun en brun kænguru med store fødder, små ben, lysebrun mave, små arme, småt hoved, små ører, sort næse og blå øjenfarve.

### The Professor the Old Genius Mole
Den gamle geniale muldvarp The Professor eller Professor er en nær ven til Spyro. Professor har en IQ på over 1000%, dvs. at han kan svare på hvert et spørgsmål man giver ham. The Professor har geniale hjørner, hvoraf de består af: Gems, Orbs, Flugt-kapsler, Elektronik, Lasere, Minimerings- og Maksimerings-Maskiner, Computere, Portaler, Koder, Super-kapsler, SuperOrbs, Ledninger, Robotter og meget, meget mere. Professor optræder første gang i Spyro 2: Gateway to Glimmer og sidste gang i Spyro: Shadow Legacy. The Professor er en lille brun muldvarp med sorte sko, hvid kittel, sort næse, gråt hår, grå øjenbryn, små ører, Pinze-nez- og andre- briller, blå-grøn øjenfarve og han bærer nogle gang en brun Pergament-tavle med papir og kuglepen.

### Zoe the Zapping-Fairy
Den Zappende Fé Zoe er en nær ven til Spyro. Zoes job er at zappe Spyro når han går forbi hende, zappet betyder at man gemmer spillet der hvor man sidst er zappet. Zoe optræder første gang i Spyro 2: Gateway to Glimmer og sidste gang i Spyro: Shadow Legacy. alle hende optrædener igennem er hun en lille hudfarvet fé med røde sko, gul kjole, rødt hår, Tryllestav, og hun har nogle gange ingen øjenfarve men har også nogle gange en grålig øjenfarve.

### Cynder the Good Black Girl-Dragon
Den Gode Sorte Pige-Drage Cynder er en nær ven til Spyro. Cynder følger Spyro hele The Legend of Spyro-serien igennem bortset fra det første i den serie. Hun optræder første gang i The Legend of Spyro: A New Beginning som ond. Hun optræder sidste gang i The Legend of Spyro: Dawn of the Dragon i Outroen. efter hun er blevet besejret er hun en lille sort drage med rød mave, halespidsen er sølvgrå, hendes vinger er sort-hvide, hendes horn er hvide og hun har flere end to horn, hendes mund ligner et næb og hendes øjenfarve er grøn. Cynder er i Dawn of the Dragon, forbundet med Spyro.

## Skurke

### Gnasty Gnorc the Evil-Ugly Gnorc
Den Onde-Grimme Gnorc Gnasty Gnorc er en nær fjende til Spyro. Han er skurken i det første Spyro-spil, Spyro the Dragon, hvor han fanger alle dragerne (undtagen Spyro) i krystalstatuer. Han stjæler også deres skatte, og bruger magi til at forvandle disse til Monstre.
I spillet kæmper Spyro mod Gnasty Gnorcs håndlangere, såkaldte 'Gnorcs', (en blanding mellem gnomer og orker), og kommer efter det til Gnasty Gnorcs verden, Gnorc Gnexus/Gnasty's World, hvor han konfronterer og bekæmper ham.
Gnasty Gnorc optræder senere som en bane-boss i spillet Spyro: A Hero's Tail, hvor han sammen med havheksen Ineptune er Reds håndlanger, og hvor han sammen med Ineptune og Red prøver at besejre Spyro.
Gnasty er en stor grøn Gnorc med guldpanser på sig, han holder en stav hvormed han kan fortrylle skatte og forbande drager, han har en guldpanserhjelm med horn på, han har ringe om armene der har horn og han har ingen øjenfarve.

#### Liv
Gnastys liv fra begyndelse til nu:
- Som det ofte er tilfældet i eventyr, historien om Spyro the Dragon virkelig begynder med en ond gerning.

- Det hele startede med en rådden grøn slimeball opkaldt Gnasty Gnorc, som har forvoldt så meget ballade i the Dragon Realms, at han blev forvist til Dragon Junkyard, et meget ubehageligt sted – værre end døden for en drage. Men det syntes at passe Gnasty fint. Faktisk, så snart han kom der, omdøbte han det Gnasty's World og Gnorc Gnexus. Gnasty elskede altid deres drage-samfund og deres behagelige og fredelige måder at være på, Mere end noget andet, men efter forvisningen, hadede Gnasty dem og deres smukke, skinnende smykker, som ikke kun er rart at se på, men er en konstant påmindelse om hans egen fejl. Gnasty ville vise dem, de arrogante og indbildske drager, hvad han var lavet af.

- Snart begyndte Gnasty at spille med magi som en måde til at skære igennem den kedsomhed, og fandt hurtigt frem til to trylleformularer, der kildede ham så dejligt i fingrene efter at prøve dem. Han opdagede en gigantisk magi, der kan fælde alle de dragerne i krystal, og en drik til at animere de strålende ædelstene og forvandle dem til Gnorc-soldater. Efter lidt øvelse, slap han den magi, som indeholdt en kæmpe balje med Gnorc-slim på intetanende indbyggere i Dragon Realms. De arbejdede alt for godt...

- Der er rygter om, at Gnasty fik sin magi fra en gammel version af The Sorceress' Magi-bog, som han fandt i Junkyard, dette skyldes den slående lighed mellem den måde Rhynocs og Gnorcs har kontrol, deres kontrol kommer fra ædelstene, og den måde at Grendor fangede féerne i krystal i løbet af sæsonen af is, efter at have stjålet Biancas Magi-bog, der tidligere havde tilhørt The Sorceress.

- Efter Gnastys nederlag i slutningen af Spyro the Dragon, fremgik det at han var væk for evigt, men han dukkede op i Epilogen af Year of the Dragon og plottede med Gateway to Glimmers Ripto, denne alliance blev aldrig til noget, og den næste omtale af Gnasty Gnorc var fire år senere i A Hero's Tail, da han begyndte at hjælpe Red, i sin egen søgen efter at korrumpere Dragon Realms. Det syntes dog, at Gnasty havde mistet en masse magt over års fravær, og var kun blevet brugt af Red til at kontrollere Gnorcs der satte Dark Gem i jorden for at fuldføre hans befaling. Med hans hukommelse var Gnasty ikke Stor i Slaget, men en skygge af sig selv, slog hurtigt på Spyros mission for at ødelægge Dark Gems. Han har lavet en lille cameo i Fusion som Trading Card, men Gnasty er ikke set siden.

### Toasty the Evil Sheep
Det Onde Får Toasty er en nær fjende til Spyro. Toasty kan lide at hugge ud efter folk. Han optræder første og sidste gang i Playstation 1-spillet Spyro the Dragon, Artisan's Home World i banen af samme navn. Toasty er et lille hvidt får med sort hoved som har fået en dragt på så han er en mand med orange fødder, orange hænder, lilla kappe, en Le der har brunt skaft og sølv-klinge, græskarhoved, lilla spids hat og som får har han ingen øjenfarve men som manden med leen har han helt sorte græskar-øjne.
Toasty kan ikke lide at Spyro spyr ild på ham.´

#### Liv
Hans liv som det er nu:
- Du skal brænde ham tre gange, før han er besejret. Efter den anden flamme falder hans kostume af og afslører et får på pæle. Han bruger hunde som vogtere.

### Doctor Shemp (Dr. Shemp) the Evil Gnorc
Den Onde Gnorc Doctor Shemp, Dr. Shemp eller Shemp er en nær fjende til Spyro. Doctor Shemp kan lide at slå efter folk. Dr. Shemp optræder første og sidste gang i PS1-spillet Spyro the Dragon, Peace Keepers Home World i banen af samme navn. Shemp er en stor gul Gnorc med metalrustning på maven, metalsko, solbriller, metalskindende hår, heksedoktorstav hvor skaftet er brunt med et kranie i toppen, og man kan ikke se hans øjenfarve.
Doctor Heksedoktor Shemp kan ikke lide at Spyro brænder hans bagdel.

#### Liv
Hans liv som det er nu:
- Han er en heksedoktor med mere end sort medicin.

### Blowhard the Tornado-Bird
Tornado-Fuglen Blowhard er en nær fjende til Spyro. Blowhard kan lide at sende hvirvelvinde i hovedet på folk. Blowhard optræder første og sidste gang i PS1-spillet Spyro the Dragon, Magic Crafters Home World i banen af samme navn. Blowhard er en lille fugl med en hvid Tornado under sig, han har mørke-tyrkis tøj på, menneske-arme, gult næb, gråt hoved, lilla spids hat, grønt hår og helt hvide øjne.
Blowhard kan ikke lide at Spyro brænder hans Tornado ned.

#### Liv
Livet som det er nu:
- Han kan lide at sprede en storm. Intet mere end varm luft, hvis du spørger mig.

### Metalhead the Giant Robot
Den Gigantiske Robot Metalhead er en nær fjende til Spyro. Metalhead kan lide at kaste Gnorcs efter folk og zappe dem med sine elektricitet-standere. Han optræder første og sidste gang i PS1-spillet Spyro the Dragon, Beast Makers Home World i banen af samme navn. Metalhead er en stor sølv-grå-farvet robot med mørkegrønne fødder, korte ben, lange arme der næsten når jorden, lysegrønne dimser på underarmene, stor krop, spidst punker-pigge-hår, gule hornelignende sensorer og helt gule øjne.
Metalhead kan ikke lide at Spyro stanger og ødelægger hans elektricitet-standere.

#### Liv
Hans liv som det er nu:
- Immun over for Spyros flamme og stød med hornene, du skal ødelægge hans strømkilde for at besejre ham.

### Jacques the Evil Toy
Det Onde Tøjdyr Jacques er en nær fjende til Spyro. Jacques kan lide at smide kasser i hovedet på folk. Han optræder første og sidste gang i PS1-spillet Spyro the Dragon, Dream Weavers i banen af samme navn. Jacques er en halv-høj Jack-In-The-Box bare uden nogen Box, Han har en sølv-grå fjeder til at hoppe højt med, rød bluse, menneske-arme, grønt hoved, hvide tænder, rødt og lilla hår, gul hale og ingen øjenfarve.
Jacques kan ikke lide at Spyro spyr ild på ham og hopper derfor væk.

#### Liv
Hans liv som det er nu:
- Han kaster kasser og hopper.

### Grendor the Two-headed Rhynoc
Den To-hovedet Rhynoc Grendor er en nær fjende til Spyro. han optræder første og sidste gang i Nintendo spillet Spyro: Season of Ice hvor han bringer rædsel i verden og sætter féerne ind i is-statuer. Grendor er først en lyserød et-hovedet Rhynoc som finder en Tryllestav denne stav bruger han til at forvandle sig selv til en tohovedet Rhynoc der er rød og grøn, med en stjerne på midten af maven, begge hoveder har spidse troldmands-hatte på, han har blå hansker på, hans Tryllestav er gul med en stjerne, begge hoveders næsehorn er gule, begge hoveder har ingen øjenfarve.

#### Liv
Hans eventyr om ham selv fra starten til nu.
- En Rhynoc, der stjal The Sorceress' Magi-Bog fra Bianca og brugte den til at forsøge og gøre sig klogere. Desværre gav magien bagslag, og fik ham til at få et extra hoved, og en massiv hovedpine. For at forsøge at vende de virkninger, begyndte han at forberede en drik, der kræver vinger fra 100 feer, han invaderede Fairy Worlds, frøs alle féerne til krystal og bad mindre vidende Rhynocs om at samle de frosne féer.

- Desværre for Grendor er Spyro i stand til at befri 99 af disse féer og var i stand til at konfrontere ham i hans Hule. Da han besejrede Grendor og reddede Zoe. Efter at Zoe blev befriet kastede hun en simpel magi og transformerede Grendor tilbage til sin normale lyserøde Rhynoc-form. Han var glad for at han ikke længere havde en hovedpine.

### Red the Evil Dragon
Den Onde Drage Red the Dragon eller bare Red er en nær fjende til Spyro. Han er en tidligere Elder Dragon som er blevet en ond drage i Dragon Realms, han har overtaget verdenen ved at placere såkaldte Dark Gem strukturer der skal fylde verdenen med ond magi. Red har to håndlangere, en tidligere ejer af verdensherredømmet, Gnasty Gnorc, og en havheks ved navn Ineptune. Red har også placeret nogen djævelske djævelslynger som man ikke bare kan fjerne sådan: knips. Red er en stor rød drage, som navnet antyder på Engelsk, der har lilla tårnegle, gul mave, han har pigge på ryggen fra hovedet til halen der er lilla, han har en brun halskæde med en lilla krystal, hans vinger er store og rød-hvide, hans horn er lange og lilla, han har guldarmbånd, han har en magistav som har et brunt skaft der er blevet repareret og en lilla Dark Gem i toppen, hans hals er så lang at han må bukker hovedet for at se folk, hans tænder er gule og han har gule øjne. 
Efter sit nederlag i A Hero's Tail tør han ikke kæmpe mod Spyro igen, men han er trods alt i Spyro: Shadow Legacy hvor han lærer Spyro en af hans magier.

#### Liv
Hans liv fra starten til nu:
- Red er Spyro's nyeste fjende. Fundet inden for grænserne af A Hero's Tail, Red har en uvilje mod Dragon Realms og udfører sit nag via brugen af Dark Gems.

- Red er en tidligere Dragon Elder som blev ond.

### Ripto the Rhynocorus Riptosaurus/Riptoc
Rhynocorus Riptosaurusen/Riptoc'en Ripto er en nær fjende til Spyro. Ripto elsker Magi, krystaller (især røde), og lilla farver. Han er først skurken i spillet Spyro 2: Gateway to Glimmer. Efter ved et uheld at være blevet transporteret til verden Avalar, annoncerer han at han vil overtage magten, eftersom der ingen drager er i denne verden. Efter en indledende konfrontation med Spyro og Avalars beboere, flygter han mellem forskellige steder i Avalar: Summer Forest, Autumn Plains og Winter Tundra. Spyro følger efter ham, og efter at Spyro bekæmper hans to håndlangere, Crush og Gulp, konfronterer han Ripto selv, og vinder kampen ved hjælp af specielle "Power orbs", skabt af The Professor. 
Trods sit nederlag i Gateway to Glimmer, dukker Ripto flere gange op i Spyro-serien, og er også skurken i Spyro: Enter the Dragonfly. Desuden optræder han også i Spyro 2: Season of Flame, Spyro: Attack of the Rhynocs og endda i cross-over titlerne Spyro: Fusion og Crash Bandicoot: Fusion og i mobilspillet Spyro: Ripto Quest selvom han ikke optræder syndigt. På grund af hans mange optrædener anses Ripto for at være den mest normale skurk i spilserien, og er Spyros nemesis indtil The Legend of Spyro: A New beginning, hvor The Dark Master bliver sat i fængsel som den nye skurk.
Ripto er en lavstammet men kraftfuld Riptoc troldmand. Ripto har mørke-lilla sko på, han har lilla bukser, hans bluse er hvid, han har en slags halskæde hvor remmen er lilla og omkring er der en gul kantet Cirkel og i midten er der en rød krystal, han har en lilla kappe og han holder et scepter hvor skaftet er gult og der er en rød krystal i toppen, kappen går op over hovedet, hans hudfarve er orange, og han har et enkelt gult horn i panden, hans øjenbryn er mørkerøde og hans øjenfarve er rød.

#### Liv
Hans liv fra start til slut:
- Ripto hader drager, sikkert fordi han ikke har vinger og er en dinosaur. Han har et par favorit håndlangere, Gulp og Crush. Altid i humør til at overtage verden, Ripto er glad for at tvinge i forbryderiske ordninger, især hvis de indebærer destruktion af Spyro.

- Ripto prøver derfor hver gang at konfrontere bekæmpe og udslette Spyro, hver gang Ripto kommer igen og ser Spyro. Ripto siger lige fra Gateway to Glimmer at han hader drager: I HATE DRAGONS GRAAAAAAAAAAAAAA.

- Af en eller anden grund kan Ripto faktisk ikke foretage nogen form for optræden i den selvstændige titel Ripto Quest trods at 'historien' handler om ham.

- Ripto's fortsatte overlevelse går helt tilbage til Gateway to Glimmer Epilogen, når han er set i Sunrise Spring, dinglende fra kløerne af en Dragon Elder. Han er siden set i Epilogen til Year of the Dragon sammen med Gnasty Gnorc før endelig kommer tilbage som den største skurk i Season of Flame og Enter the Dragonfly, begge gange har han bedt små væsener om at gøre dragerne ondt i hele verdenen, guldsmede og ildfluerne (begge ser meget ens ud). Et år senere kom han op til magten igen i Eventyret Attack of the Rhynocs hvor han forsvandt fra sit rige og skaber kaos i Dragon Realms. Næste gang man ser hans navn fremme er i Ripto Quest, men maskinen sad fast og han fik ikke lov at komme til Dragon Realms, men sendte i stedet slangen Snake.

- Hans kendte sidste optræden var i Fusion, da han gået sammen med Crash Bandicoots skaber og ærkerival Dr. Neo Cortex for at besejre Spyro og Crash.

### Gulp the Triseratops-Dinosaur
Triseratops-Dinosauren Gulp er en nær fjende til Spyro. Gulp er en af Riptos håndlangere. Gulp kan lide at skyde, eller hoppe oven, på folk. Han optræder første gang i Spyro 2: Gateway to Glimmer og sidste gang i Spyro: Fusion. Gulps livret er féer og han kan spise mange af dem. Gulp bruges nogle gange som ridedyr for Ripto. Gulp er i Gateway to Glimmer en grøn dinosaur, med metal om alle fire ankler, gul tand, stort hoved med stor undermund, lysegrønne negle, gule horn, metal-skydere på ryggen, gule øjne med grøn øjenfarve. I Spyro: Enter the Dragonfly er han en stor grøn dinosaur med hvide negle, metal om alle fire ankler, hvid tand, stort hoved, stor undermund, metalskydere på ryggen, gule horn og ingen øjenfarve. I Spyro 2: Season of Flame er han en grøn dinosaur med gule negle, metal om alle fire ankler, metal rundt og kroppen med metalskydere på ryggen, stort hoved, stor undermund, gul tand, gule horn og ingen øjenfarve. I Fusion er Gulp en grøn dinosaur med metal om alle fire ankler, hvide negle, metalskydere på ryggen, gul tand, gule horn, stort hoved, stor undermund og ingen øjenfarve.

#### Liv
Hans liv fra starten:
- Stor håndlanger til Ripto. Han kæmper mod Spyro selv ved to forskellige lejligheder, som begge sluttede med sejr hos Spyro.

### Crush the Lizard-Caveman-like Dinosaur
Den Øgle-Hulemand-agtige Dinosaur Crush er en nær fjende til Spyro. Crush er en af Ripto's håndlangere. Crush kan lide at slå efter sine fjender. Crush optræder første gang i Spyro 2: Gateway to Glimmer og sidste gang i Spyro: Fusion. I Gateway to Glimmer er Crush en blå dinosaur med mørkeblå negle, hvid mave, han har en kølle i hånden som også er et kyllingelår, stort hoved, stor undermund, hvid tand, gule horn, blå vinger og blå øjenfarve. I Spyro: Enter the Dragonfly er han en blå dinosaur med mørkeblå negle, hvid mave, en kølle som også er et kyllingelår, stort hoved, stor undermund, hvid tand, gule horn, blå vinger og blå øjenfarve. I Spyro 2: Season of Flame er Crush en blå dinosaur med mørkeblå negle, en kølle som også er et kyllingelår, stort hoved, stor undermund, hvid tand, gule horn, blå vinger og blå øjenfarve. i Fusion er Crush en blå dinosaur med mørkeblå negle, en kølle som også er et kyllinge-lår, et hvidt og gult skjold, gul tand, gule horn, blå vinger, blå øjenfarve.

#### Liv
Hans liv fra starten:
- Crush er en af Ripto's vigtigste livvagter. Ligesom Gulp, er han ikke meget smart. Ripto lader Crush kæmpe mod Spyro et par gange, sejrherren er bare aldrig Crush.

### The Sorcerer/Stranger the Evil Purple Dragon
Den Onde Lilla Drage The Sorcerer, Sorcerer eller Stranger er en nær fjende til Spyro. The Sorcerer er først bossen i spillet Spyro: Shadow Legacy hvor han skabte sig nogle Shadow Minions en der hed Ice Minion og en anden Fire Minion, som befandt sig i Shadow Legacys Skelos Badlands og i Dragon Realms's Wizard-Land og hans første navn er Stranger selvom folket kaldte ham The Sorcerer. Han laver efter sit første nederlag sit navn om efter folkets navngivning The Sorcerer, og optræder anden gang i Mobil-spillet Spyro the Dragon
I lille skikkelse er The Sorcerer en blå drage med sort kappe og et scepter i hånden der er rød i toppen. I stor skikkelse er Sorcerer en lilla drage der er lyserød på maven, han har lyserøde vinger og ingen øjenfarve. Når The Socerer er en stor drage kan han lave lilla magi.

#### Liv
Livet om ham:
- Den mystiske Sorcerer anvender en maskine til at trække borgere i verden i en slags Mørk Realm kaldet The Shadow Realm til at dræne verden for magi. Spyro kæmpede for at befri borgerne fra deres bure, var det Sorcerer der ses som en mystisk hætteklædt skikkelse, der teleporterede sig væk som Spyro nærmede sig.

### Ice Minion the Shadow Minion
Skygge Håndlangeren Ice Minion er en nær fjende til Spyro. Han er den første Shadow Minion der blev skabt af The Sorcerer/Stanger. han optræder første og sidste gang i Spyro: Shadow Legacy Dragon Realms, Wizard-Land i sit slot. Ice Minion er et stort rødt og blåt monster med is under sig, han bærer et is-sværd og hans ene hånd er en Shadow Hand eller Shadow Weapon. Han kan besejres i The Real World eller The Shadow Realm.

#### Liv
Livet om ham:
- En af The Sorcerer's Shadow Minions. Denne var stationeret i den vestlige del af Dragon Realms og var årsag til temperaturer under frysepunktet i området. Efter at besejre ham får Spyro evnen til at ånde is igen.

- Han er vokset op med sin ældre bror Fire Minion.

### Fire Minion the Shadow Minion
Skygge Håndlangeren Fire Minion er en nær fjende til Spyro. Han er den anden Shadow Minion der blev skabt af The Sorcerer/Stranger. Han optræder første og sidste gang i Spyro: Shadow Legacy Dragon Realm, Skelos Badlands, i sit slot. Fire Minion er et stort rødt og blåt monster med ild under sig, han bærer et ild-sværd og en Shadow Morning-star eller Shadow Weapon. Han kan besejres i The Real World eller The Shadow Realm.

#### Liv
Livet om ham:
- En af The Sorcerer's Shadow Minions. Denne var stationeret i den nordlige del af Avalar. Efter at besejre ham får Spyro evnen til at kaste en Cyclone magi.

- Han voksede op med sin yngre bror Ice Minion.

### The Sorceress the Frog-like Dinosaur
Den frø-lignende dinosaur The Sorceress eller Sorceress er en nær fjende til Spyro. oprindeligt havde hun kanin-pigen Bianca som håndlanger men efter The Sorceress annoncerede at hun skulle have været det såkaldte Monster to End All Monster og at hun skulle have vinger, afslog hun denne ting og det skabte en diskussion og endte med at Bianca gik, og Sorceress blev alene uden håndlanger. The Sorceress optræder første og sidste gang i Spyro: Year of the Dragon første optræden i sit palads og sidste optræden i Midnight Mountain, Super Bonus Round, The Sorceress Ufo Lair, lilla Lava. Sorceress er en blå dinosaur med halvstore fødder, tyk krop, hvid mave, halskæde med lilla krystal, hvid præstekrave, tykt hoved, stor blå næse, Dronninge-krone, et scepter, hvor skaftet er gult og det holder et lilla æg der er blevet lavet om så det spyr magi ud, og ingen øjenfarve.
The Sorceress kan ikke lide Lava.
Når Spyro har klaret Sorceress første gang udløser det et drage-æg med en drage i, når Spyro har klaret The Sorceress anden gang udløser det et drage-æg med to drager i.

#### Liv
Hendes liv fra start til slut:
- Hersker over Forgotten Realms for over 1000 år siden til nu, heksen ser hendes jords magiske egenskaber begynder at falme og beordrer hendes assistent Bianca til at stjæle alle Baby-Drage-Æg fra den anden side af kloden. Uden Bianca vidste det, ønskede troldkvinden at dræbe babydragerne og bruge deres vinger for at bevare de magiske egenskaber for evigt. Uheldigvis for hende selv, var hun ikke klar over at dragen Spyro ville redde dagen, og hun forsvandt i slutningen af Year of the Dragon, og hun er ikke blevet set siden, bortset fra et udseende som en ballon i Enter Det Dragonfly.

### Buzz the "Before Rhynoc"-like Frog
Den "Før Rhynoc"-agtige Frø Buzz er en nær fjende til Spyro. Buzz optræder første og sidste gang i Spyro: Year of the Dragon første gang i The Sorceress Paladset og sidste gang i Sunrise Spring, Buzz's Dungeon, Lava. Buzz er først en lilla Rhynoc-Teenager med gul mave, Potteplante, gult næsehorn, brun hat og ingen øjenfarve. Efter Bianca forvandler ham er han en lille blå kanin med hvid hale og lange fødder og ingen øjenfarve. Men kaninen var for småt så Bianca forvandlede igen, denne gang til en stor grøn frø med store fødder, lange arme, skæg der har en anden grøn farve, stor mund, grønne tænder, ryggen og håret har en anden grøn farve ligesom skægget, han har hvide ører, og gul øjenfarve. Men ørerne var til grin så Bianca tryllede ørerne væk.
PS: i Introen til Buzz's Dungeon der hedder Bianca Strikes Back har han grønne tænder og i Buzz's Dungeon hvor Spyro kæmper har han hvide tænder. I Introen har han lange arme men i spillet har han korte arme.
Buzz er bygget sådan at han kan løbe ind i folk og daske dem tilbage med hovedet, han kan slå 1000 koldbøtter på 20 sekunder der lyder som en sav og det gør at han kan rulle fjender flade, han kan skabe en ring af ild om sig der gør det muligt for ham at spy ild.
Buzz kan ikke lide at Spyro stanger ham tilbage.
Buzz kan ikke lide at være i Lava og slet ikke blive trykket under med hovedet.
Når Spyro har klaret Buzz udløser det et drage-æg med en drage i.

#### Liv
Hans liv fra start til slut:
- Lavet af Bianca fra en gartner Rhynoc til en kanin og så frø. Spyro bekæmpede dette monster på sin rejse til Midday Garden i hans kamp for at redde babydragerne fra Sorceress.

- Med hjælp fra Sheila, besejrede Spyro hurtigt Buzz, der endte i smeltet lava.

### Sleepy Head the Evil Rhynoc
Den Onde Rhynoc Sleepy Head er en halv-nær fjende til Spyro. Sleepy Head er kun en halv boss og er derfor ikke en stor fjende. Han optræder første og sidste gang i Spyro: Year of the Dragon, Spooky Swamp i banen af samme navn. Sleepy Head er en blå Rhynoc med en turkis natbluse med gule stjerner, hans næsehorn er gult og han har en turkis nathue med gule stjerner og ingen øjenfarve.
Sleepy Head har et lager af bomber bag sig og han tænder dem for at kaste dem efter Spyro.
Sleepy Head er en gammel magiker og kan derfor trylle grønne krokodiller med stødtænder frem som går efter Spyro.
Nogle gang kan Sleepy Head kaste med røde gnister efter Spyro.
Sleepy Head kan ikke lide når Spyro støder bomberne tilbage på ham.
Når Spyro har klaret Sleepy Head udløser det et drage-æg med en drage i.

#### Liv
Hans liv fra start til slut:
- Sleepy Head ved navn, Sleepy Head af natur. Vækket af Spyros aktiviteter med belysningen af nogle te lamper af Spooky Swamp, var Sleepy Head så vred, at han stod stille og ventede på Spyro havde tændt op, så han kunne angribe Spyro. Spyro dukkede op i Sleepy's slot og gav sig til at besejre Sleepy Head.

### Spike the "Before Little"-like Big Rhynoc
Den "Før Lille"-agtige Store Rhynoc Spike er en nær fjende til Spyro. Spike optræder første og sidste gang i Spyro: Year of the Dragon første gang i The Sorceress Paladset og sidste gang i Midday Gardens, Spike's Arena, på midten af Arenaen. Spike er først et lille lilla Rhynoc-barn med gul mave, gult næsehorn og ingen øjenfarve. Men efter The Sorceress forvandler ham er han en stor sandfarvet Rhynoc med grå fødder, én sort negl på hver fod, halvlange ben, halvlange arme, store hænder, ét gult horn på hver skulder, stor mund, ét gult horn i panden og helt grønne øjne. Han får en stor blå pistol af de andre Rhynoc børn.
Spike kan lide at skyde elektricitet mod Spyro med den store blå pistol.
Spike kan lide at skyde en blå slynge mod Spyro og fange ham i den, slyngen kommer fra en blå stjerne han bruger den i den store blå pistol.
Spike kan lide at Skyde med en stribe af ild mod Spyro, ilden kommer fra en rød stjerne og han bruger den i den store blå pistol.
Spike kan ikke lide at Spyro stanger en Lava-kugle efter ham.
Spike kan ikke lide at Spyro spyr en blå stjerne efter ham.
Spike kan ikke lide at Spyro spyr en stribe af ild efter ham.
Når Spyro har klaret Spike udløser det et drage-æg med en drage i.

#### Liv
Hans liv fra start til slut:
- Lavet af Sorceress fra en barne Rhynoc i et forsøg på at dræbe Spyro og redde sit eget liv. Han fik en blå pistol af et andet barn.

- Spyro blev hjulpet af Sgt. Byrd at dræbe dette monster.

### Scorch the "Before Guard"-like Flying Rhynoc
Den "Før Vagt"-agtige Flyvende Rhynoc Scorch er en nær fjende til Spyro. Scorch optræder første og sidste gang i Spyro: Year of the Dragon, første gang i The Sorceress Paladset og sidste gang i Evenning Lake, Scorch's Pit, grøn Lava.
Scorch er først en brun voksen Rhynoc-vagt han er en smugle af Romersk afstamning, han har en grå metal-vest med gule skuldre, gult næsehorn, metal-hjelm med grå top og ingen øjenfarve. Men efter the Sorceress forvandlede ham med sit Scepter blev han til en flyvende Rhynoc med lilla halespids, lilla bukser, røde vinger på armene, gult næsehorn og helt hvide øjne.
Scorch kan hoste røde monster-æg op med mange monstre bl.a. en tidligere boss ved navn Buzz.
Scorch kan lave en beskyttelses-ring om sig så han ikke kan blive skadet.
Scorch kan ikke lide at Spyro spyr røde raketter efter ham.
Scorch kan ikke lide at Spyro spyr grønne raketter efter ham.
Når Spyro har klaret Scorch udløser det et drage-æg med en drage i.

#### Liv
Hans liv fra start til slut:
- Lavet af Sorceress fra en simpel Rhynoc til en flagermus agtig flyvende Rhynoc. Han venter på Spyro i sin Pit og Spyro besejrer ham og redder en baby-drage.

- Spyro får hjælp fra Bentley til at besejre Scorch.

Angreb:
- Scorch har et par typer af angreb. Hans primære angreb til at smide nogle store æg, som klækkes og frigiver et monster. Hans sekundært angreb er at smide runde firey-sten til at bombardere Pit'en i et forsøg på at ramme Spyro.

### The Dark Master/Malefor the Evil Purple Dragon
Den Onde Lilla Drage The Dark Master, eller som hans rigtige navn er: Malefor, er en nær fjende til Spyro. The Dark Master optræder første gang i The Legend of Spyro: The Eternal Night og sidste gang i The Legend of Spyro: Dawn of the Dragon halvdelen af spillet desuden er han også med i Slutningen af Dawn of the Dragons historie, i den sidste og afgørende kamp mellem Spyro og Malefor.
The Dark Master er en drage der ligner Spyro, bare meget større med gul mave, lilla og hvide vinger, han har tre røde horn et på hver side af hovedet og et i toppen af hovedet og han har gul øjenfarve.

#### Liv
Historien om Malefors liv (Efter The Chronicler's fortælling):
- Han var den første lilla drage. Hans første magt til at bruge ild var det første tegn på, at han ikke var en almindelig drage. Han fik andre evner såsom is og vind. Den ældste Dragon Elder holdt på hemmeligheder om hans elementer med de andre Elder's, men da han fik flere og flere beføjelser blev han magtgal. Den ældste Elder indså deres fejl og forviste ham.

- I denne eksil skabte han en hær af aber og grundlagde en fæstning. Det åbnede Well of Souls fandt Dragon Elder'ne og han blev til sidst fængslet i en forseglet portal.

- En profeti blev senere lavet som talte om en anden lilla drage, der ville blive født. Som en lilla drage selv Malefor vidste, hvad det skulle betyde, og ud fra portalen befalede han sine hære til at fortsætte deres kamp, for at ødelægge alle drage-æg, og gemme et til at hjælpe med at løslade ham fra fængslet. At ægget er gemt af kongen af menneskeaberne Gallien fandt en sort drage Cynder, han ødelagde hendes hukommelse og forvandlede hende til et våben til brug mod dragerne og de frie mennesker i Dragon World. Ignitus, en af de Dragon Guardians, formåede at gemme drage-ægget med den lilla drage og gemte det fra menneskeaber.

- Efter flere års kampe, Cynder og hæren af aber, erobrede efterhånden tre af vogterne og tog deres magt for at genåbne Konveksitet. Spyro, den lilla drage der blev reddet af Ignitus, kæmpede for at redde dem, før hun kunne gøre det, men det endte med at den fjerde værge Ignitus nåede at indgå sammen. Med alle fire vogtere det lykkedes Cynder at genåbne Konveksitet trods Spyros bedste bestræbelser på at stoppe hende. Som portalen åbnede falmede korruption og hun vendte tilbage til sin naturlige tilstand, en ung drage som Spyro.

- Med Cynder opgaven fuldført, tog Gallien aberne tilbage til det bjerg hvor Malefor ventede for sin Night of Eternal Darkness, når deres herre ville være fri igen. Spyros forsøg på at stoppe dette var for intet, selv med ødelæggelse af Gallien og sammenbruddet af bjerget fæstning Malefor var i stand til at undslippe. Efter kort at dreje ind i en ond magt sulten form, lykkedes det Spyro at skabe en Time Fury, der lukkede sig selv, Sparx og Cynder i tre år. Når han viser sig vil Spyro blive udsat for at dræbe Malefor for at bringe fred til Dragon World.

- I de tre år, som Spyro sov, byggede Malefor sin hær af monstre og begyndte at genoplive The Destroyer og Golem fra det dybe. Efter ikke at have fået Spyro ofret til Gaul, trådte Golem til, men blev skubbet ned i dybet igen. Malefor udsendte The Destroyer, som lidt efter blev dræbt af Spyro i hans krop.

- Som The Destroyer nærmede sig slutningen af sin rejse rundt i verden lykkedes det Spyro og Cynder at nå Malefor for bagefter at konfrontere ham. Deres samlede kræfter viste sig at være for meget for selv Malefor at bekæmpe, og lige som han var mest forpustet overvældede Elder'ne ham.

### The Conductor/Conductor the Evil Train Driver Ape
Den Onde Tog-Chauffør Abe The Conductor eller Conductor er en nær fjende til Spyro. The Conductor elsker at køre folk ned med sit tog. The Conductor optræder første og sidste gang i The Legend of Spyro: A New Beginning. The Conductor er en stor abe med gult tøj, han holder en spade i hånden, han sidder på et tog der kun har Chauffør-vognen, hans hoved er hvidt og blåt, rød næse, lilla stor Chauffør-hat og han har ingen øjenfarve.
Han holder Terrador fanget.

#### Liv
Historien om The Conductor's liv:
- Føreren af det maniske lokomotiv, Steam. Fandt og bevogtede Terrador i centrum af ammunition Forge.

### Stone Sentinel the Evil Rock and Grass Monster
Det Onde Sten og Græs Monster Stone Sentinel er en nær fjende til Spyro. Stone Sentinel elsker at slå folk. Stone Sentinel optræder første og sidste gang i The Legend of Spyro: A New Beginning. Stone Sentinel er et sten og græs monster der er bygget af sten, græs og fjedre så han kan udvide armlængde og hans øjne er helt gule.
Han holder Cyril fanget.

#### Liv
Historien om Stone Sentinels liv.

### Electric King the Electricity King
Den elektriske Konge Electric King er en nær fjende til Spyro. Electric King kan lide at sætte folk i stødet. Electric King optræder første og sidste gang i The Legend of Spyro: A New Beginning. Electric King er en stor mand der har Metal-Armor, det lilla lys er energi, han kan frembringe et kraft-skjold, han kan kaste med lilla krystaller, han kan skyde med noget gult energi, hans øjne hænger sammen og er helt lilla.

#### Liv
Historien om Electric Kings liv:
- Denne elektriske boss blev udkæmpet af Spyro da han vovede sig i retning af Cynder i hans mission for at stoppe hende fra at genoplive The Dark Master.

### Ice King the King of Ice
Kongen af Is Ice King er en nær fjende til Spyro. Ice King kan lide at slå efter folk. Ice King optræder første og sidste gang i The Legend of Spyro: A New Beginning. Ice King er en rød og sort trold med et is-sværd, is-skjold, han har is-horn og han har ingen øjenfarve.
Han holder Volteer fanget.

#### Liv
Historien om Ice King's liv:
- Bevogter The Dragon Guardian, Volteer, han sidder på sin trone og venter på en ulejlighed der kan komme.

### Cynder the Evil Black Woman-Dragon
Den Onde Sorte Kvinde-Drage Cynder er en nær fjende til Spyro. Cynder kan lide at bekæmpe onde (De onde fra hendes side af). Cynder er en trofast tjener til The Dark Master/Malefor. Cynder optræder første gang i The Legend of Spyro: A New Beginning og i de to andre The Legend of Spyro: The Eternal Night og The Legend of Spyro: Dawn of the Dragon som god. Cynder er en stor sort drage med rød mave, sølvgrå halespids, jern om alle fire ankler, lyse-rød-sorte vinger med sølvgrå knivelignene ting i toppen, jern rundt om halsen, fire store hvide horn og fire små hvide horn i hovedet og sort øjenfarve. Hun bærer en lilla krystal der skal hjælpe Malefor ud af fængslet. efter hendes tab i kampen mod Spyro bliver hun en lille sort pige-drage.
Hun holder Ignitus fanget.

#### Liv
Historien om Cynder's liv:
- Taget fra den samme klynge af æg, som Spyro af Gallien, Cynder blev forgiftet og korrumperet og omdannet til en voksen drage med henblik på at gøre Dark Masters bud. Hun førte abe hæren mod dragerne i den uophørlige krig. I sit voksne form brugte hun sit skygge-ild element.

- Det var tolv år senere, da Spyro endelig besejrede hende, afbryder Dark Masters planer for frihed. Efter hendes nederlag vendte hun tilbage til den form, hun ville være blevet naturligt hvis hun ikke var blevet beskadiget.

- Hun tænkte over hvad hun havde gjort, mens hun var under Malefors kontrol der førte hende til at løbe væk fra Templet trods Spyros advarsler for ikke at gøre det, Spyro besvimede samtidig med at han taler med hende, som hun tog som sin chance for at forlade.

- Hun blev senere taget til fange af Skabbs papegøjer og blev bragt til at bekæmpe Spyro der også var blevet fanget. Som kampen begyndte, blev flåden angrebet af Galliens styrker, der greb Cynder og tog hende til Well of Souls hvor Gallien var og afventede Night of Eternal Darkness og opstandelse af The Dark Master.

- Igen kom hun op mod Spyro i en kamp, hun forsøgte at narre Gallien til at lade sin vagt ned, men hun var let at gennemskue og Gallien beordrede hende til at angribe. Da Spyro prøvede at besejre Gallien blev han til Dark-Spyro, en meget sort Spyro som er hårdere end normal, det lykkedes dog Cynder at overtale ham til at fortryde og vende tilbage til normal. Spyro fangede dem derefter i en krystal til at beskytte dem fra at bukke under for bjerget hos Gallien.

### Arborick the Wooden Golem
Træ-Golemmen Arborick er en nær fjende til Spyro. Arborick optræder første og sidste gang i The Legend of Spyro: The Eternal Night. Arborick er en høj brun-lilla træ-golem med lilla horn, desuden er han en smule dum.

#### Liv
Historien om Arboricks liv:
- Spyro var mystisk henledes på Arboricks hjem i form af en vision af et træ. Spyro besejrer Arborick der er irriteret af Scratch og Sniff, som havde forsøgt at få ham ud på deres seneste rejse til Fellmuth Arena, men de fanger Spyro i stedet, da de fanger ham tager de ham op på deres flyvende skib.

### Assassin the Ape
Aben Assassin er en nær fjende til Spyro. Han optræder første og sidste gang i The Legend of Spyro: The Eternal Night. Assassin er en grøn abe med lilla metal armor, en lilla metal hjelm og røde øjne. Hans armor har hvide pigge over det hele.

#### Liv
Historien om Assassins liv:
- Flyver rundt på en Dreadwing og fører 'Gallien styrker' om angrebet på 'The Dragon Temple' i Night of Eternal Darkness. Han prøver at bekæmpe Spyro en anden gang, da han kom tættere på Well of Souls.

### Elemental Dragon the Evil Dragon
Den Onde Drage Elemental Dragon er en nær fjende til Spyro. Elemental Dragon optræder første og sidste gang i The Legend of Spyro: The Eternal Night. Elemental Dragon er en stor rød-gennemsigtig drage med hvide horn, røde vinger og hvide horn i toppen af vingerne.

#### Liv
Historien om Elementals liv:
- Efter at have besejret de fire elemental spirit guardians, var Spyro over, hvad han frygtede mest, Cynder. Elemental Dragon tog form af Cynder, da hun syntes, men blev beskadiget af The Dark Master og er kun i stand til at komme til skade ved et element i en tid, ændrer farve for at vise sin svaghed. Hvis Spyro har Dark-Spyro evne får hun et ekstra element til at matche det.

### Executioner the Evil Troll
Den Onde Trold Executioner er en nær fjende til Spyro. Han elsker at slå efter folk. Han optræder første og sidste gang i The Legend of Spyro: The Eternal Night. Executioner er en stor gul bøddel med gule skjold med pigge på, gul armor og et træ-ben.

#### Liv
Historien om Executioners liv:
- Denne store trold er, i samme klasse som fjenden Ice King, op mod Spyro i Fellmuth Arena. Han har nogle angreb, han for det meste bare svinger sit sværd om, men kan også sende et Shockwave.

### Naga the Evil Sea Fish-like man
Den Onde Sø Fiske-agtige mand Naga er en halv-nær fjende til Spyro. Han optræder første og sidste gang i The Legend of Spyro: The Eternal Night. Naga er en blå og gul sø-fiske-pirat-agtig mand der har lilla hår, et stort sværd, skjold, gult skæg og røde øjne.

#### Liv
Historien om Nagas liv:
- Et lokalt monster efterspurgt af Skabbs Scavengers for at bringe det til Fellmuth Arena.

### Ravage Rider the Evil Dog
Den Onde Hund Ravage Rider er en nær fjende til Spyro. Ravage Rider optræder første gang i The Legend of Spyro: The Eternal Night. Ravage Rider ser ud til at være et skib men er faktisk en lilla hund fanget i et skibsvrag der er gult og har et rødt og hvidt flag hængene på den bagerste del af skibet.

#### Liv
Historien om Ravages liv:
- Han drev et stort flyvende skib, der kan skyde kanonkugler og flammer ud af sin side. Spyro møder denne chef under sit fangenskab i Fellmuth Arena.

### Red-Hand Jack the Evil Dog
Den onde Hund Red-Hand Jack er en halv-nær fjende til Spyro. Red-Hand Jack optræder første og sidste gang i The Legend of Spyro: The Eternal Night. Som navnet antyder hedder han Jack og har en rød hånd, han er en abe-hund der har røde bukser, blå og lilla vest, han har et sværd, hans hoved er hvidt, han har en sort pirat hat og han har røde øjne. Han har en højre-hånds mand ved navn Skabb.
Han fik besked af Skabb til at vente på Spyro og torturere ham, men blev senere dræbt af Gaul der selv ville dræbe ham.

#### Liv
- Skabb's højre hånd, han skulle til ansigt mod ansigt med Spyro i Fellmuth Arena, men Gallien's Advisor afbrød, og dræbte ham med henblik på at bekæmpe Spyro selv.

### Scurvywing the Evil Dog
Den Onde Hund Scurvywing er en nær fjende til Spyro. Han optræder første og sidste gang i The Legend of Spyro: The Eternal Night. Scurvywing er en lille flyvende hund med lang næse og røde vinger.

#### Liv
Historien om Svurvywing's liv:
- Tilknyttet Skabb, denne hund ligner Assassin i hans stil af kampene, hans valg af transport (en Dreadwing), og den kendsgerning, at Spyro bekæmper og nedlægger ham to gange. Første gang kort tid før, der tages af Skabbs Scavengers, og det andet, som han har undsluppet, den brændende flåde.

### Skabb the Evil Dog
Den Onde Hund Skabb er en nær fjende til Spyro. Han optræder første og sidste gang i The Legend of Spyro: The Eternal Night. Skabb er en stor hund med lilla dragt gråt hoved, en lang rød tunge, og han har to små lilla pirat fugle der hedder Scratch og Sniff på sine skuldre.

#### Liv
Historien om Skabbs liv:
- Den tilsyneladende leder af pirater, Skabb er faktisk kontrolleret af de to papegøjer Scratch og Sniff som du normalt vil finde siddende på hans skuldre. Spyro bekæmpede Skabb ved to forskellige lejligheder i løbet af sin flugt fra Pirate Fleet.

### Scratch the Pirate-Bird
Pirat-Fuglen Scratch er en halv-nær fjende til Spyro. Han optræder første og sidste gang i The Legend of Spyro: The Eternal Night. Han sidder på Skabbs skulder. Han har en bror der hedder Sniff.

#### Liv
Historien om Scratchs liv:
- Den mere artikulære af de to papegøjer, der synes at styre pirat flåden, han sidder på Skabbs ene skulder det meste af tiden.

### Sniff the Pirate-Bird
Pirat-Fuglen Sniff er en halv-nær fjende til Spyro. Han optræder første og sidste gang i The Legend of Spyro: The Eternal Night. Han sidder på Skabbs skulder. Han har en bror der hedder Scratch.

#### Liv
Historien om Sniffs liv:
- Den mere, nej-og-nonsens sigende papegøje af de to. Han sidder i Skabbs ene skulder.

### Advisor the Evil Ninja Ape
Den Onde Ninja Abe Advisor er en halv-nær fjende til Spyro. Advisor står er Gauls mest betroede tjener. Han optræder først og sidste gang i The Legend of Spyro: The Eternal Night. Advisor er en halv-høj ninja klædt i meget mørke-lilla tøj, og han har røde øjne.

#### Liv
Historien om Advisors liv:
- Spyro bekæmper ham først i Fellmuth Arena efter at have slået alle de reelle udfordringer, der er der for ham. Han er så mødt igen i himlens tempel og en sidste gang lige før Spyro møder Gallien i en sidste kamp.

### Golem the Evil Rock Golem
Den Onde Sten Golem Golem optræder første og sidste gang i The Legend of Spyro: Dawn of the Dragon. Golem er et stort sten og lava golem monster, Golem er en kæmpestor golem der har flere end to ben, én hale og har røde øjne. Golem er en af The Dark Masters udsendte kæmpere.

#### Liv
Historien om Golems liv:
- En gammel jord-golem, tilkaldt af Maleforv i løbet af de tre år, som Spyro, Cynder og Sparx blev fanget i en Time Crystal. Spyro og Cynder var magisk lænket sammen og var beregnet til at blive ofret til Golem, de vågnede tilsyneladende alt for hurtigt, og i forsøget på at undertvinge dem ikke resulterer i, at de bliver i stand til at undslippe, at ødelægge en af Golems hænder i processen.

- Golem spillede senere en stor rolle i Malefors angreb på Dragon City i Warfang. Efter belejringens motorer var blevet ødelagt Golem ankom og ind i byen, smadrede en væg, som han gjorde, og stoppede for at lave en ny hånd ud af resterne. Borgerne i Warfang kæmpede for at stoppe Golem og til sidst lykkedes det.

### The Destroyer/Destroyer the Evil Rock Golem
Den Onde Sten Golem The Destroyer eller Destroyer optræder første og sidste gang i The Legend of Spyro: Dawn of the Dragon. The Destroyer er et stort sten og lava golem monster, The Destroyer er en kæmpestor golem der har to ben, to arme og røde øjne. Golem er en af The Dark Masters udsendte kæmpere. The Destroyers hjerte bliver opvarmet og beskyttet af Lava.

#### Liv
Historien om The Destroyers liv:
- Opstod ved Malefors forsøg på at skabe en tragisk ende af verden. Malefor meddelte opstandelsen til borgerne i Warfang efter at de netop var færdige med kampen med Golem. The Destroyer begyndte sin rejse til at danne en ring af udslettelse, når den er afsluttet ville det sprede et bælte af ild hen over overfladen af verden i en strøm af ild og aske og udstede verdens undergang.

- De fastslog, at de ville være i stand til at indhente Destroyer. Til at bremse ham med, åbnede de en dam til at udfylde kløften med vand. Når de havde helt bremset ham fløj de ned i og ødelagde flere vigtige krystaller på og inde i hans krop. Desværre er dette ikke til at stoppe Destroyer og han fortsatte frem, at fuldføre sin rejse ret som Spyro og Cynder konfronterede Malefor.

### Gaul the Evil Ape King
Den Onde Abe Konge Gaul er en nær fjende til Spyro. Han kan lide at hugge folk i stykker eller skyde dem. Gaul optræder første og sidste gang i The Legend of Spyro: The Eternal Night i sit palads. Gaul er en stor abe med lilla og gult tøj, masser af hår overalt, han har også en stav med sort skaft og en grøn krystal i toppen der kan skyde folk, rød næse, lilla horn, to sværd, en krystal i det ene øje og ingen øjenfarve i det andet øje.

#### Liv
- Leder af menneskeaberne, Gallien (Gaul) beskadiger Cynder til at gøre The Dark Masters bud i hans forsøg på at frigøre sig fra The Well of Souls. Spyro kæmpede og besejrede Gallien i The Well of Souls, men ikke før der falder ind under bjælken skabt af destruktion af Konveksitet, på netop dette øjeblik solformørkelse indtraf kanalisere rå magt til Spyro forvandle ham til Dark Spyro, med denne nyfundne magt, bekæmpede han Gallien.

## Figurer fra Crash Bandicoot
I Spin-Off spillet Spyro: Fusion optræder en række af figurene fra spilserien Crash Bandicoot. Blandt disse er Crash Bandicoot, Coco Bandicoot, Crunch Bandicoot og Aku Aku the Mask fra de godes side, samt Neo Cortex, Tiny Tiger, Nina Cortex og Uka Uka the Evil Mask fra de ondes side.